# 中村忠夫
中村 忠夫（なかむら ただお、1947年1月2日 - ）は神奈川県出身のプロゴルファー。
金沢カントリー倶楽部所属。
ニックネームは「ドラエモン」 。

## 来歴
八王子工業高校卒業。
18歳からゴルフを始め、1974年12月にプロ入り。
賞金ランクこそ1983年から99位、63位、61位、59位と上ってきてはいたが、シード入りは果せず、1986年の賞金獲得額も607万円であった。
1983年のかながわオープンでは湯原信光・矢部昭・豊田明夫・中村通と共に河野高明・東聡・秋富由利夫・河野和重に次ぐ5位タイ、1985年には関西プロ・NST新潟オープン4位タイ に中部オープン7位タイ、1986年には中部オープン8位タイに入った。
1987年の日本プロマッチプレーでは杉原輝雄が腎のう胞による体調不良で欠場したため、繰り上げで急遽コース入りする。
欠場者が出て、誰かが代役になったと聞いた時も、中村は所属する金沢ゴルフクラブでくつろいでいたが、前週のフジサンケイクラシックでの試合中にひらめいた”シャドウピッチングスイング” に磨きをかけた。八王子工業高校時代に少しだけ野球をやったことのある中村は、川奈ホテルゴルフコースの17番パー3のティグラウンドに立った時、ホールインワン300万円の看板を横で見て自嘲し、「いまの自分のスイングではホールインワンはおろか、グリーンに乗せることもできないな。投げるんならなんとかなるかもしれないけどな」と思った。その試合も予選落ちは確定的であった中村は前の組がパッティングをする様子を見ながら、何気なくシャドウピッチングをしだし、右腕が右肩の上から振り出されるのを見て「ボールを投げる手の位置がここなら、ショットも同じことではないのか」とひらめく。金沢ゴルフクラブに戻った中村は、テークバックのトップの位置にこだわったスイング作りをしだした。
石川県金沢市の自宅から着替え一組とグローブ3枚を入れた小さなスポーツバッグ1つで駆け付け、出口栄太郎と対戦。雨でずぶ濡れになるなど悪条件の中でパーを積み重ね、崩れた出口に3-2で勝利。その後も代打で快進撃を続け、2回戦で鈴木弘一と取ったり取られたりのシーソーゲームを2-1で制して準々決勝に進出。準々決勝の相手は中嶋常幸で、中村は「勝つつもりなんてなかった。気楽なもんですよ」と言いながらも、1ダウンの16番で追いつき、最終18番パー5で左に曲げてクリークに入れた中嶋は7mに4オンしたが、中村は3mにパーオンして勝負ありであった。中嶋は試合後に「7番から4連続バーディーで攻めたが、そのうち2つが分け。直後の11番でバーディー奪い返すんだから、中村さんはただ者ではない」と、中村に脱帽のコメントをした。準決勝はマッチ巧者の高橋勝成との一戦であったが、前日まで好調のショットもパッティングも思うようにいかず精彩を欠き、6-5で完敗し快進撃は止まった。
日本プロマッチプレー3位で自信が大きくなったのか大化けし、それまでは6試合出場して4度の予選落ちであったが、その後の1週で、日本プロ6位を含め、ベスト10入りを5回も果すという快進撃を演じる。 
日本プロでは初日に寺本一郎と共に首位三上法夫と1打差2位に着け、デビッド・イシイ（アメリカ）、金井清一、ブライアン・ジョーンズ（オーストラリア）、青木功・横島由一に次ぐと同時に陳志明（中華民国）・高橋・三上を抑えての6位に入った。
NST新潟オープンでは初日は謝敏男（中華民国）・稲垣太成が5アンダー首位タイで、中村は重信秀人ら7人と共に4アンダーで3位タイに入る。2日目は尾崎健夫が奮闘して通算6アンダーで首位に立ち、中村はパープレーの5位タイであったが、3アンダーに8人がひしめくという稀に見る混戦となり、誰が抜け出すのかまるで予想のつかない展開となった。 この日、中村は10番からのスタートであったが、18番を終って再び10番ティに上り、コースの中程にいたフォアキャディに向って右手を差し上げて打つ合図を送った。そしてティをポケットから出してティアップしようとしたところを、後からついてきた同伴の選手に、「そこで何やってんすか?」と言われてやっと間違いに気づいた。打ってしまえばホール間の練習と見なされ、ペナルティがつくところであった。3日目には初日に続いて67を出し、通算8アンダーで、ベテランの鷹巣南雄・石井裕士と並んで首位に立ったが、最終日を最終組で首位として迎えるのは初めての経験であった。
最終日前夜には趣味のパチンコで気分転換をはかったが、優勝の2文字が頭にちらついて失敗し、結果は余計に心に負担をかけることになった。迎えた最終日は重い雰囲気の中でティオフしていき、鷹巣・石井ともスコアを伸ばせず、下からの急追もあって試合はもつれる。肘痛の石井はこの日5オーバーを打って最初に脱落し、鷹巣は7番を終えて7アンダー、中村はそれまでスムーズに上っていたパターが全く上らなくなり、途中ボギーを2つ打って6アンダーまでスコアを落とす。この日はジョーンズは17番のパー3でホールインワンをものにし、7アンダーで、イシイ・吉川一雄・謝錦昇（中華民国）と共にクラブハウスでプレーオフの準備をしていた。中村は18番パー5で220ヤード、池越えの2打目を躊躇うことなく3番ウッドで打ち、北西の風4mの中でボールは風を斬って空中を舞い、グリーンの手前で落ちるとピンに向い、3m下に止った。それを見た鷹巣の2打目のボールは池に消え、中村は「優勝すれば720万円だ」と自らに言いきかせてパターを動かした。ボールは軽快に転がってカップに落ち、逆転イーグルで初優勝し、試合後に中村は大喜びで家族の待つ金沢に帰って行った。
40歳でツアー初優勝を果たすと、1989年の中部オープンでは内田繁・出口・松本紀彦を抑えてツアー2勝目を挙げる 。
1988年の茨城オープンでは初日に並木弘道・長谷川勝治と共に69をマークして2位タイでスタートし、最終日には天野勝・田中文雄・加藤仁・長谷川・磯崎功・内田袈裟彦・藤池昇・米山剛を抑えて優勝。
1990年にはツアー開幕前に最後の開催となったくずは国際で初日を長谷川・吉村金八・金子柱憲・芹澤大介と共に68をマークして5位タイでスタートし、最終日には長谷川と共に65をマークして2位タイに入った。
開幕後のペプシ宇部トーナメントでは2日目に5アンダーで単独首位に立つと、最終日には66の好スコアを出すなど通算10アンダーで優勝。札幌とうきゅうオープンでは2日目に尾崎直道に8アンダーで並ばれるが、同年2度目の優勝を飾る。
40歳を過ぎて賞金ランキングに名を連ねるようになった遅咲きであったが、ドラえもんに似た風貌や粘り強いプレーを応援するファンも多かった。中村自身もファンであった萬田久子が「中村忠夫プロと会わせてほしい」とスポーツ紙記者に懇願し、プロ野球のオフシーズン用に女優と人気プロがラウンドしながらレッスンを受ける企画で競演した。
1999年の宇部興産オープンを最後にレギュラーツアー、アイフルチャレンジカップ・オータムを最後にチャレンジツアーから引退。
その後はシニア入りするが、ショットがままならず「カップどころか、グリーンに乗せるのも精いっぱい」という状態が長く続く。2000年には1日大会の杉原輝雄クラシックを優勝するが、2002年のファンケルクラシックではプレー中にイノシシ除けの電線に触れて感電する珍事を起こす。
2016年のISPS・HANDA CUP・フィランスロピーシニア・スーパーシニアの部では佐野修一と異例の「ホールインワン合戦」を演じ、中村は5番でホールインワンを達成してエージシュートの66で回り、17番でホールインワンを達成した佐野と通算3アンダーで並ぶが、年齢順の規定により優勝する。
3オーバーからスタートの中村は1つスコアを落として迎えた5番パー3を6番アイアンでシニア初のホールインワンとし、ここから気分も乗って、6、7番連続バーディー、15番からは3連続バーディーなど66をマーク。67歳の時に一度67をマークしているが、最少スコアでのエージシュートを記録。大会前にはあまりのショットの悪さにホテル近くの練習場で4000円分練習し、フックが改善されてまっすぐ行くようになっていた。

## 主な優勝
レギュラー
- 1987年 - NST新潟オープン
- 1988年 - 茨城オープン、和歌山オープン
- 1989年 - 中部オープン
- 1990年 - ペプシ宇部、札幌とうきゅうオープン、KSD’90チャリティプロアマ

シニア
- 2000年 - 杉原輝雄シニアクラシック
- 2016年 - ISPS・HANDA CUP・フィランスロピーシニア